# Raškovice
Obec Raškovice (německy Raschkowitz) se nachází v okrese Frýdek-Místek v Moravskoslezském kraji. Leží v podhůří severovýchodní části Moravskoslezských Beskyd na soutoku řeky Morávky a Mohelnice mezi vrcholy Prašivou (843 m n. m.) a Kyčerou (892 m n. m.) v nadmořské výšce 395 m. Žije zde přibližně 2 100 obyvatel.
Z části této obce se vytvořila obec Morávka, dále obce Pražmo a Krásná.

## Znak a prapor
Prapor: List tvoří dva vodorovné pruhy, modrý nad bílým v poměru 3:2. V horním rohu žlutý brhlík. Poměr šířky k délce listu je 2:3.
Znak: V modrém štítě na stříbrném vykořeněném listnatém stromě sedící zlatý brhlík (raška).

## Historie
Z historických pramenů je zřejmé, že patří k nejstarším obcím podhůří Beskyd. První zmínku o ní nalezli historikové v souboru listin „Codex diplomaticus et epistolaris Moraviae" III, s. 313, v listině z roku 1261, kde je zmiňováno jméno Vojtěcha z Raškovic („Boycich de Raschkowicz“). V soupisu desátků vratislavského biskupství „Liber fundationis episcopatus Wratislaviensis“, vzniklém okolo roku 1300, název Raškovice uveden není. Je možné, že jsou tam zapsány pod názvem jiným a historikové soudí, že to může být buď „In der Holzmul“ (Ve mlýně) nebo „Rudgeri villa“ (Rudgerova, Rozkova nebo možná Raškova ves). Pod současným názvem se Raškovice definitivně objevují až v soupisu osad frýdeckého panství v roce 1573. Na základě některých doprovodných znaků jako je typ osídlení, skladba a počet usedlostí se historikové shodují v tom, že se jedná o ves výrazně starší, existující patrně již ve 13. století. Z celého regionu byly Raškovice nejen vsí nejstarší, ale svou rozlohou i největší. Rozprostíraly se od hranic se Skalicí a Lhotami až po hranice slovenské (tehdy uherské). Dá se říci, že Morávka (těsně po roce 1615), Krásná (1639) a Pražmo (1777) vznikly dělením území „Velkých Raškovic“ (obec Pražma, od roku 1922 Pražmo, vznikla z části území Raškovic a Morávky).
Nejstarší dochovaný soupis všech obyvatel Raškovic pochází z roku 1580. Podle něj tu žilo 21 selských rodin a ves byla šestou největší na frýdeckém panství. Původ jména obce nemá jednoznačné vysvětlení. Písmák J. L. Mikoláš odvozuje pojmenování od Vojtěcha Rašky, který „… ves tu svou čeledí osadil a po něm obyvatelé její sluli Raškovici“. Podle lidové pověsti obec získala jméno od hojného výskytu rašek, což bylo zdejší označení brhlíka lesního, jehož symbol figuruje v obecním znaku od roku 1700. Za jistých podmínek nelze zcela vyloučit ani hypotézu Josefa Nitry, že Raškovice získaly své jméno podle ženských sukní šitých z raše, nazývaných rašky, které se údajně v 16. století ve vsi nejen nosily, ale patrně i šily (raš byla směsná tkanina ze lnu a hrubé ovčí vlny). Vychází se ze skutečnosti, že existovalo frýdecké mílové právo a nejbližším místem s cechovním právem, tedy šitím těchto sukní, byla tato obec.
Místní názvy Folvark a Dvorek dokládají existenci panského dvora (zámečku) v Raškovicích, který byl i letním sídlem hrabat Pražmů. Až do roku 1848 sloužila jeho budova jako správní sídlo šlechtického velkostatku, poté do roku 1918 jako arcivévodská hospoda a sklad knížecího truňku. Posléze obec objekt odkoupila a v roce 1923 v něm zřídila první venkovskou měšťanskou školu v soudním okrese Frýdek. Nutné stavební úpravy však do určité míry změnily jeho původní historickou podobu. Již předtím, v roce 1850, byla zřízena v pronajatém domku čp. 47, tzv. výpomocná školní stanice, jako součást skalické školy. V roce 1870 se škola osamostatnila a o dva roky později byla slavnostně otevřena přízemní budova nové národní školy se dvěma třídami a bytem pro učitele. V roce 1922 byla školní budova přestavěna a přistavěno 1. patro. V roce 1961 byla v sousedství staré „měšťanky“ otevřena budova nové šestnáctitřídní základní školy.
Až do 19. století se místní obyvatelé živili výhradně prací v zemědělství, v lese a domáckým tkalcovstvím. Významným doplňkem obživy bylo dřevařství. Pila v Raškovicích je zaznamenána již v urbáři frýdeckého panství v roce 1636, ke které byli povinni vozit trámy sedláci ze Skalice, Janovic a Pržna. Místní muži vyráběli, hlavně přes zimu, šindele (střešní krytina). V roce 1778 zřídil hrabě Jan Nepomuk Pražma papírnu, jejíž papír byl dodáván nejen do českých zemí, ale i do Vídně. Fungovala do roku 1849. V přibližně tutéž dobu byla v provozu také palírna lihovin, jež po roce 1848 rovněž zanikla. Někdy již před rokem 1792 založil místní statkář Jan Adámek primitivní bělidlo na úpravu plátna. Jeho syn Josef I. a po roce 1858 jeho vnuk Josef II. původní manufakturu modernizovali a posléze přeměnili na menší továrnu. Pravnuk Josef III (po roce 1890) v podnikání již tak úspěšný nebyl a v roce 1913 byl nucen předat firmu libereckému Němci Ing. Rudolfu Kirchhoffovi, který se synem Franzem vybudoval mezi světovými válkami špičkovou úpravnu s mezinárodní pověstí. V roce 1953 textilní výroba zaniká, továrna je přebudována na výrobu nikl-kadmiových akumulátorů a i přes řadu změn a úprav funguje dodnes. V roce 1912 zahájila v Raškovicích také provoz mechanická tkalcovna firmy Lederer und Wolf z Vídně. Tkalcovna nepřežila hospodářskou krizi a v roce 1934 zastavila výrobu. V roce 1940 byl Němci objekt přebudován na sklárnu s názvem Sigla (výroba bezpečnostního skla pro válečné účely). Textilní výroba byla obnovena v roce 1949 a do března 2008 byla součástí podniku Slezan. Od této doby je továrna uzavřena. V současnosti v obci funguje také Foldynova pila a Šebestovo stolařství.

## Rodáci
- Jaroslav Ludvík Mikoláš, vlastivědný pracovník, písmák, spoluzakladatel čtenářského spolku Palacký (1909), autor vlastivědné čítanky Památník Raškovic a okolí (1912) a spoluvydavatel časopisu Beskydské Besedy (1914–1918)
- Rod Adámků: Jan, zakladatel manufaktury na úpravu plátna, Josef I a II., jeho syn a vnuk, přebudovali úpravnu na menší továrnu, Josef III., poslední vlastník továrny, pokrokový člověk vlasteneckého cítění, dlouholetý starosta obce, původně přízemní dům přebudoval na moderní palác se zahradou (dnešní Adámkova vila)
- Josef Skotnica, sochař a řezbář, profesor školy pro sochařský a dřevařský průmysl v Zakopaném
- ThDr. Jindřich Mánek, teolog, biblista, profesor Československé bohoslovecké fakulty v Praze
- Josef Těšínský, pilot stíhač RAF 310. a 312. perutě, účastník západního odboje za druhé světové války
- prof. RNDr. Richard Pastorek, CSc., profesor anorganické chemie Univerzity Palackého v Olomouci
- Sylvie Nitrová, přední herečka (Mahenova) Národního divadla v Brně
- Josef Nitra, novinář, spisovatel a dlouholetý přední činitel Sdružení hasičů Čech, Moravy a Slezska
- Jiří Nitra, spolu se svou ženou Anežkou dlouholetý kronikář obce (od roku 1974), uznávaný "místní historik" s akcentem na raškovický průmysl, v letech 2002–2014 předseda Sdružení Památníku Raškovic

## Vybavenost obce a pamětihodnosti
Obec má dostatečnou síť obchodů, včetně nákupního střediska. Soukromý sektor zajišťuje řadu služeb, např. kadeřnictví, stolařství, klempířství atd. Ke sportovnímu vyžití slouží dva areály, a to fotbalový a volejbalový, jehož využívají i tenisté.V roce 2016 byla otevřena víceúčelová sportovní hala. Je zde mateřská a základní škola, zdravotní středisko, zubní ordinace, lékárna a pošta. V obci působí řada společenských organizací. Nejstarší je zcela jistě Sbor dobrovolných hasičů, založen byl už 15. srpna 1913.
V relativně nové budově poblíž školy se nachází „Kulturní centrum Raškovic“, jehož součástí je velice dobře vybavena knihovna (založena v roce 1909), Malá galerie (1997), významná pravidelným pořádáním výstav a Památník Raškovic – muzejní expozice k dějinám obce otevřena v roce 2002 a o Selskou jizbu rozšířena v roce 2003. Jeho významnou činností je bohatá publikační aktivita. V péči Památníku jsou také tři kapličky zasvěcené Panně Marii, nacházející se na území obce. Na budově staré měšťanské školy je pamětní deska občanům Raškovic padlým v první světové válce.
Obec Raškovice je vhodnou výchozí stanicí do dvou beskydských údolí řek Morávky a Mohelnice, v létě pro pěší turistiku, v zimě pro lyžování. Obec protíná několik cyklostezek a naučných stezek. Do katastru obce zasahuje národní přírodní památka Skalická Morávka, chránící zachovalý podhorský úsek přirozeného divočícího toku řeky Morávky.

## Obyvatelstvo

Věková struktura obyvatel obce Raškovice roku 2011